# Wade Hampton Census Area
Wade Hampton Census Area is een borough in de Amerikaanse staat Alaska.
De borough heeft een landoppervlakte van 44.531 km² en telt 7.028 inwoners (volkstelling 2000).